# Церква Різдва Святого Івана Хрестителя (Винники)
Церква Різдва Святого Івана Хрестителя — греко-католицький храм у Винниках, колишня лютеранська кірха у винниківській німецькій колонії Вайнберґен. Входить до складу Львівської архиєпархії УГКЦ.

## Історія
У 1933 р. винниківська німецька громада розпочала будову кірхи. 1936 р. — завершення будівництва. Головними надхненниками були винниківські німці: Міллер Польді, Бредій Кароль, Гартман, Вольфи, Шнайдери, Манци та інші. У 1939—1940 рр. відбулася репатріація винниківських німців до Райху (храм було закрито).
Від 1944 р. споруда використовувалася як склад зерна, а пізніше з 1950 р. як господарський магазин, який люди називали «залізний магазин». У часи незалежності «залізний магазин» викупило підприємство «Матвол», яке також використовувало її як крамницю.
Реставрація церкви відбувалася протягом 1996—1997 рр. під керівництвом о. Петра Паньківа. Роботи розпочалися 16 жовтня 1996 р. Багато винниківців працювало на будові, здавали кошти на ремонтно-реставраційні роботи, мешканці кожної вулиці почергово варили їсти для робітників. Будівельними роботами керував тодішні депутати міськради Петро Кондришин та Богдан Гарапа. Значну допомогу надав командир військової частини п. Маллер.
4 січня 1998 р. — посвячення храму. Був присутній Високопреосвященний владика — Юліян (Ґбур) (4 грудня 1942 р. — 24 березня 2011 р.) — Єпископ-помічник Львівської архієпархії. На богослужінні — близько 500 мирян.
7 липня 1998 р. — освячено іконостас, який виконано на склі з різбленим орнаментом. Автори іконостасу — львівський художник Тарас Лозинський, художники-різьбярі Тарас Максимович, винниківчанин, випускник Академії мистецтв Михайло Бенях, столярі Олександр Гирило з батьком. У літургії взяли участь священники з 13 парафій, отці костелу Успіння Пресвятої Богородиці (м. Винники), а також о. Петро Паньків та о. Михайло Дроздовський.
22 травня 2013 р. — зареєстровано релігійну громаду Української Греко-Католицької Церкви Різдва Івана Хрестителя (настоятель о. Орест Чекан, з 21 вересня 2003 р. — співробітник парафії Воскресіння ГНІХ). З 1 вересня 2013 р. настоятель храму о. Володимир Клим'юк.
3 листопада 2013 р., з нагоди святкувань 15-річчя храму, Винники відвідав Преосвященний владика Венедикт, Єпископ-помічник Львівський.
6 травня 2016 р. — Преосвященний владика Венедикт відвідав маївку на будові храму Святої Софії Премудрості Божої.
22 січня 2017 р. винниківчани особливо і святково відзначили 98-му річницю Дня Соборності України. З нагоди цієї події у храмі Різдва Івана Хрестителя відбулася Архиєрейська Божественна літургія, яку очолив преосвященний владика Венедикт, єпископ-помічник Львівської архиєпархії.
7 липня 2018 р., з нагоди святкувань храмового празнику, Винники відвідав Преосвященний владика Венедикт, Правлячий єпископ єпархії Св. Миколая з осідком у м. Чикаго, США.

## Світлини

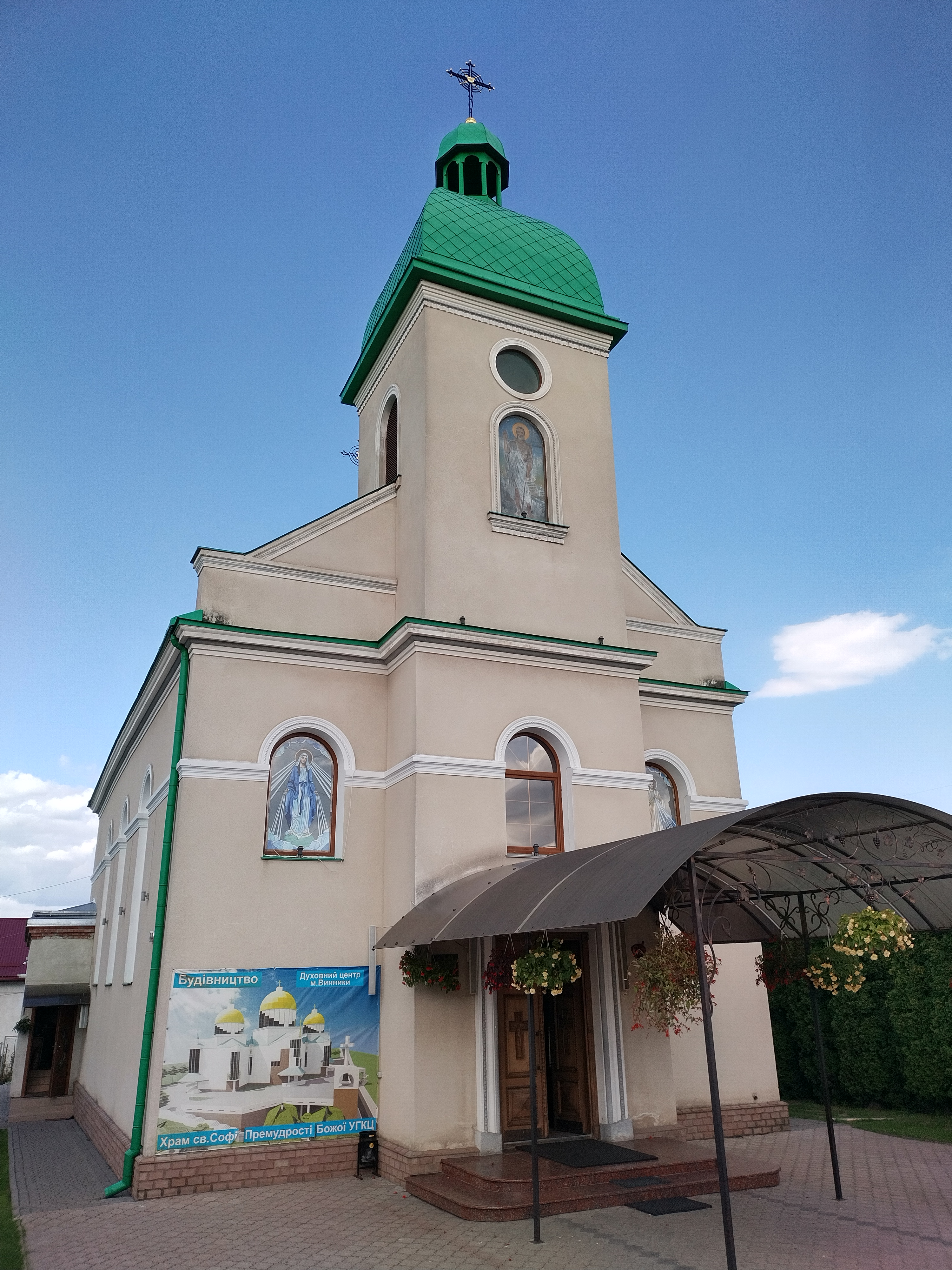
Фасад
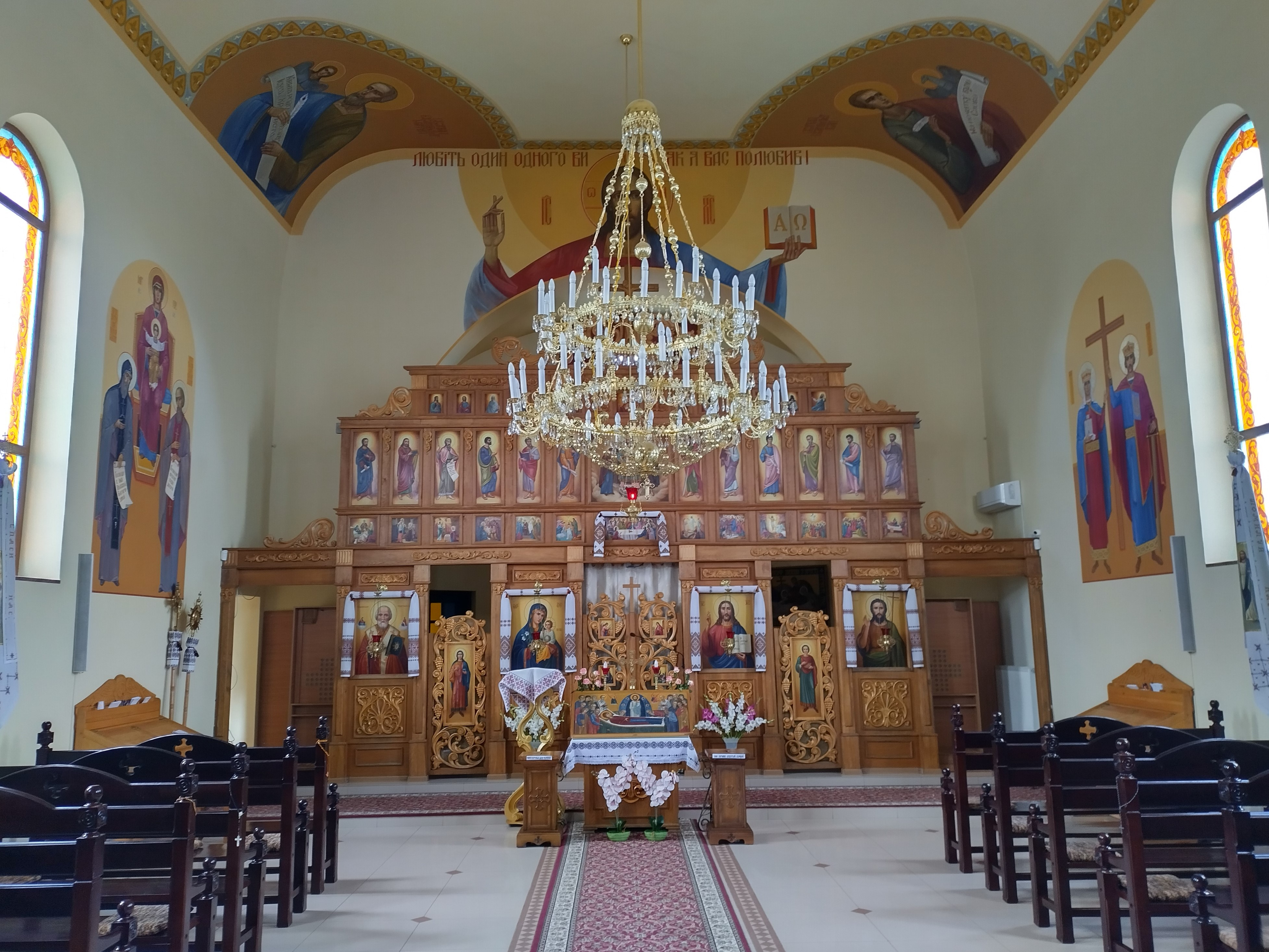
Головний іконостас і вівтар